# Azione di adempimento
L'azione di adempimento è un rimedio processuale dell'ordinamento giuridico italiano finalizzato all'ottenimento di una pronuncia di condanna del debitore all'adempimento dell'obbligazione contrattuale.

## Disciplina
Secondo quanto stabilito dall'art. 1453 c.c. comma 1, alla parte che subisce un inadempimento è attribuito il potere di scelta tra la «richiesta di adempimento o la risoluzione del contratto». La richiesta di adempimento è pertanto un rimedio volto all'attuazione del contratto, anziché alla sua cancellazione.
Essa può essere esperita tramite una citazione con domanda di condanna, un ricorso finalizzato ad ottenere un decreto ingiuntivo o direttamente attraverso l'esecuzione forzata (se il contratto è a titolo esecutivo). Presupposto necessario della richiesta di adempimento è che il contratto non venga adempiuto.
Il comma 2 dell'art. 1453 stabilisce che la richiesta non può essere esperita quando è stata già domandata la risoluzione del contratto. È tuttavia possibile la soluzione inversa: infatti «la risoluzione può essere domandata anche quando il giudizio è stato promosso per ottenere l'adempimento». In entrambi i casi, la vittima di inadempimento può chiedere il risarcimento del danno.